# لوکا مگنینو
لوکا مگنینو (انگلیسی: Luca Magnino؛ زادهٔ ۱۳ اوت ۱۹۹۷) بازیکن فوتبال است.